# Индо-тихоокеанска афала
Индо-тихоокеанската афала (Tursiops aduncus) е вид бозайник от семейство Делфинови (Delphinidae).

## Разпространение и местообитание
Видът е разпространен в Австралия, Бангладеш, Бахрейн, Бруней, Египет, Еритрея, Йемен, Източен Тимор, Индия, Индонезия, Иран, Камбоджа, Кения, Китай, Коморски острови, Мадагаскар, Майот, Малайзия, Мианмар, Мозамбик, Обединени арабски емирства, Оман, Пакистан, Папуа Нова Гвинея, Провинции в КНР, Саудитска Арабия, Сингапур, Соломонови острови, Сомалия, Тайван, Тайланд, Танзания, Филипини, Шри Ланка, Южна Африка и Япония.
Обитава крайбрежията и пясъчните дъна на полусолени водоеми, океани, морета, заливи и рифове в райони с тропически и умерен климат.

## Описание
На дължина може да достигне до 2,6 m, при теглото до около 230 kg.